# Rio Carahá
O rio Caraá ou rio Carahá é um curso de água do estado de Santa Catarina, no Brasil. 
Ele drena as águas da cidade de Lages perpendicularmente. Nos períodos de chuva intensa, o rio acaba represando a água, o que provoca enchentes, que ainda hoje não são controladas por falta de investimentos.
Paralelamente a ele, existe a avenida Belizário Ramos, que ajuda a fluir do trânsito da cidade.
O Carahá é o principal curso de água da cidade, sendo que nele desemboca toda a água das chuvas. É um afluente do rio Caveiras, que passa pelo perímetro da cidade, sem chegar a adentrar na área urbana.